# Iconv

En sistemas operativos de tipo Unix, iconv (internationalization conversion, por sus siglas en inglés) es un Programa informático de línea de comandos y una interfaz de programación de aplicaciones estandarizada utilizada para convertir diferentes codificaciones de caracteres. "Se puede convertir de cualquiera de estas codificaciones a cualquier otro, a través de conversión Unicode".

## Historia
inicialmente aparece en el sistema operativo HP-UX, luego la utilidad se estandarizó dentro de XPG4 y forma parte de las Single UNIX Specification (SUS).

## Implementaciones
Todas las Distribuciones Linux recientes tienen una implementación del programa iconv y la función iconv() como parte de GNU C Library el cual es la librería C de los sistemas Linux actuales. Tanto la función como el programa están liberadas bajo la licencia LGPL lo cual permite ser usado por programas de código cerrado, para usar la librería es necesario instalar también la librería locale, el cual ya suele venir instalado por defecto.